# Tim (альбом Авичи)
Tim — третий и последний студийный альбом шведского диджея Авичи, выход которого состоялся 6 июня 2019 года. Все доходы от продаж альбома пойдут в Фонд Тима Берглинга, некоммерческую организацию, которая помогает предотвращать психические заболевания и самоубийства

## Об альбоме
После смерти Авичи в апреле 2018 года представитель Тима Берлинга заявил, что «никаких конкретных планов» выпустить какой-либо посмертный материал в то время не было. В апреле 2019 года было объявлено, что Авичи работал над альбомом до своей смерти. Команда авторов песен и продюсеров сделала альбом содержащий элементы «психоделии, арабской музыки, звуков Карибского моря и многого другого». 1 и 2 июня 2019 года поклонникам была предоставлена возможность послушать альбом на неделю раньше, посетив музыкальные клубы в разных местах по всему миру.

## Список треков
| №                   | Название                                                    | Автор(ы) | Продюсер(ы)                     | Длительность |
| ------------------- | ----------------------------------------------------------- | --- | ------------------------------- | ------------ |
| 1.                  | «Peace of Mind» (при участии Vargas & Lagola)               | Тим Берлинг Винсент Салем Аль Факир                                                                                                   | Авичи                           | 3:00         |
| 2.                  | «Heaven» (при участии Криса Мартина из Coldplay)            | Тим Берлинг Крис Мартин | Авичи Карл Фальк [a] [ 8 ]      | 4:37         |
| 3.                  | «SOS» (при участии Алоэ Блэк)                               | Тим Берлинг Альбин Недер Кристоффер Фогельмарк Кэнди Баррус Тамека Коттл Кевин Бриггс                                                 | Авичи Альбин Недер [a] Bonn [a] | 2:37         |
| 4.                  | «Tough Love» (при участии Агнес Карлссон и Варгас и Лагола) | Bergling Al Fakir Pontare Isak Alverus                                                                                                | Авичи Vargas and Lagola         | 3:11         |
| 5.                  | «Bad Reputation» (при участии Джо Джаньяк)                  | Bergling Falk Joseph Janiak | Авичи                           | 3:25         |
| 6.                  | «Ain't a Thing» (при участии BONN)                          | Bergling Falk Janiak Joakim Berg | Авичи Carl Falk                 | 3:03         |
| 7.                  | «Hold the Line» (при участии A R I Z O N A)                 | Bergling Lucas von Bahder Zachary Hannah David Labuguen Nathan Esquite PJ Bianco Andrew Jackson                                       | Авичи                           | 2:51         |
| 8.                  | «Freak» (при участии BONN)                                  | Bergling Nedler Fogelmark Hachidai Nakamura Rokusuke Ei Justin Vernon Samuel Smith James Napier William Phillips Jeff Lynne Tom Petty | Авичи                           | 2:59         |
| 9.                  | «Excuse Me Mr. Sir» (при участии Vargas & Lagola)           | Bergling Al Fakir Pontare Marcus Thunberg Wessel                                                                                      | Авичи                           | 3:07         |
| 10.                 | «Heart Upon My Sleeve» (при участии Imagine Dragons)        | Bergling Dan Reynolds Wayne Sermon Ben McKee Daniel Platzman                                                                          | Авичи                           | 4:14         |
| 11.                 | «Never Leave Me» (при участии Джо Даньяк)                   | Bergling Nedler Fogelmark Janiak Martin Svensson                                                                                      | Авичи                           | 2:51         |
| 12.                 | «Fades Away» (при участии Нуни Бао)                         | Bergling Falk Janiak Berg | Авичи                           | 2:58         |
| Общая длительность: | Общая длительность:                                         | Общая длительность: | Общая длительность:             | 38:53        |

Notes
- ↑  означает сопродюсер
- «SOS» содержит интерполяцию «No Scrubs» американской группы TLC[9].
- «Freak» сэмплирует песню «Stay with Me», изначально написанную и исполненную Сэмом Смитом (в которой сэмплы Тома Петти песни «I W’t Back Down».

## Чарты
| Chart (2019)                            | Peak position |
| --------------------------------------- | ------------- |
| Канада (Canadian Albums Chart)          | 31            |
| Чехия (ČNS IFPI)                        | 60            |
| French Albums (SNEP)                    | 159           |
| Япония (Oricon)                         | 9             |
| Шотландия (Scottish Albums Chart)       | 50            |
| Spanish Albums (PROMUSICAE)             | 37            |
| Швейцария (Schweizer Hitparade)         | 88            |
| США (Billboard 200)                     | 86            |
| США (Billboard Dance/Electronic Albums) | 1             |